# Лампман (Саскачеван)
Лампман (енгл. Lampman) је малено урбано насеље са административним статусом варошице на крајњем југоистоку канадске провинције Саскачеван. Насеље лежи на неких 50 км севреоисточно од града Естевана, односно 35 км северно од варошице Бинфејт.

## Историја
Село Лампман основано је у септембру 1910. године и добило је име по канадском песнику Арчибалду Лампману. Насеље је добило статус провинцијске варошице 1. јуна 1963. године 

## Демографија
Према резултатима пописа становништва из 2011. у варошици је живело 713 становника у укупно 303 домаћинства, што је за 12,5% више у односу на 634 житеља колико је регистровано 
приликом пописа 2006. године.
| 2011. |
| ----- |
| 713   |